# Ertuğrul Taşkıran
Mahmut Ertuğrul Taşkıran (* 5. November 1989 in Istanbul) ist ein türkischer Fußballtorwart.

## Herkunft und Familie
Seine Eltern stammen aus Amasya in der Schwarzmeerregion der Türkei und zogen gegen Ende der 1970er Jahre nach Istanbul. Ertuğrul Taşkıran kam im Istanbuler Stadtteil Kadıköy, der Heimstätte des türkischen Traditionsklubs Fenerbahçe Istanbul, zur Welt. Er hat vier Geschwister, davon sind zwei ältere Schwestern und zwei Brüder, einen jüngeren und älteren.
Seit dem 7. Juni 2014 ist der Torhüter mit Gözde Sansür verheiratet.

## Karriere

### Verein

#### Die Anfänge
Taşkıran begann mit dem Fußballspielen in den Straßen seines Stadtviertels und dann auch in der Schulmannschaft als Ersatztorhüter, wo er später in einem Spiel zum Einsatz kam, entdeckten ihn Jugendtrainer von Kartalspor. Im März 2002 begann seine Vereinskarriere in der B-Jugendmannschaft von Kartalspor im Istanbuler Stadtteil Kartal. Wo anfänglich seine Familie und besonders eine ältere Schwester, die in Ankara studierte extra anreiste um ihn davon abzuhalten diese Laufbahn einzuschlagen, dagegen waren. Dort hütete Ertuğrul Taşkıran erfolgreich sein Tor und stieg im August 2005 in die Profimannschaft auf.

#### Fenerbahçe Istanbul
Im August 2006 wechselte der 16-jährige vorerst für eine Saison auf Leihbasis zur Jugendmannschaft von Fenerbahçe Istanbul. Nach dieser Spielzeit verpflichtete Fenerbahçe im Juli 2007 ihn fest und er unterschrieb einen Dreijahresvertrag. Er hütete zwei, drei Jahre das Tor der Fenerbahçe-Jugend und durfte zwischendurch in der Profimannschaft mittrainieren, wenn die Nationaltorhüter Rüştü Reçber, Volkan Demirel und Serdar Kulbilge mit der A-Nationalmannschaft der Türkei unterwegs waren.
In der Saison 2010/11 stand der 20-jährige Torhüter zweimal im Spielerkader der Profimannschaft von Fenerbahçe, jedoch ohne zum Einsatz zu kommen sein. Um seine Spielpraxis aufrechtzuerhalten spielte er extra in der A2-Ligi, türkische Reserve-Liga, für die A2-Mannschaft Fenerbahçes.

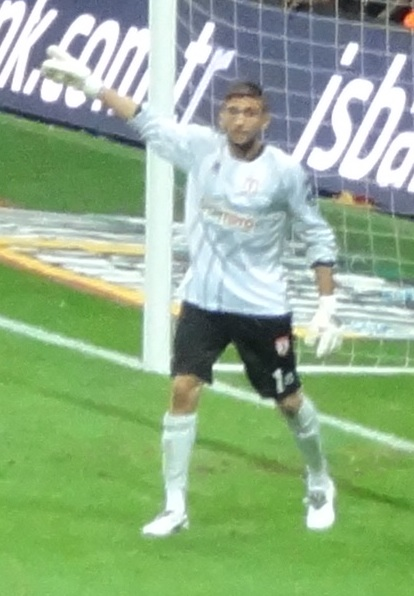
Ertuğrul Taşkıran im Einsatz für Samsunspor beim Dirigieren seiner Vordermänner

##### Leihstation Samsunspor
Ohne eine Pflichtspiel für Fenerbahçes 1. Mannschaft bestritten zu haben, wurde er im September 2011 für den Rest der Saison innerhalb der 1. Liga an den Aufsteiger ausgeliehen. Der 21-jährige Torhüter bestritt sein Profidebüt am 18. September 2011, den zweiten Spieltag, in Istanbul gegen Galatasaray Istanbul. Wo er in der 73. Spielminute eingewechselt wurde, weil Ahmet Şahin  der ursprünglich im Samsunspor-Tor stand die Rote Karte erhielt. Drei Tage später erfolgte sein Profi-Startelf-Debüt gegen Trabzonspor, wo der Torhüter seine ersten 90 Profi-Spielminuten absolvierte. Danach folgten weitere 26 Pflichtspieleinsätze, davon eins im türkischen Pokalwettbewerb und unter anderem im Oktober 2011 im Ligaspiel gegen seinen Stammverein Fenerbahçe Istanbul, wo Ertuğrul Taşkıran kein Gegentor kassierte und somit seiner Mannschaft beim torlosen Remis einen Punkt sicherte.

##### Leihstation Kayserispor
Im Juni 2012 wechselte der damals 22-jährige Torhüter zur Saison 2012/13 auf Leihbasis für zwei Jahre zum Ligakonkurrenten Kayserispor. Er war ein Bestandteil des Transfers von Hasan Ali Kaldırım der bereits im Gegenzug zu Fenerbahçe Istanbul transferiert wurde. In der ersten Spielzeit absolvierte Ertuğrul Taşkıran 30 Ligaspiele von möglichen 34 Spielen, wo er in allen seinen Einsätzen in der Startelf stand und avancierte zum Stammtorhüter. Unter anderem erreichte Ertuğrul Taşkıran mit Kayserispor den fünften Tabellenplatz und verpassten um einen besseren Tabellenplatz die Qualifikation zu den internationalen UEFA-Vereinswettbewerben.
Seine zweite und letzte Saison bei Kayseri verlief weniger erfolgreich verlor seinen Stammplatz, unter anderem bestritt er 13 Ligaspiele von abermals möglichen 34 Spielen und stieg mit der Mannschaft als Tabellenletzter ab. Der 24-jährige Torhüter absolvierte in zwei Spielzeiten 46 Pflichtspiele für Kayserispor.

##### Leihstation Sivasspor
Für die Saison 2014/15 verlieh ihn sein Verein an den Ligarivalen Sivasspor.

#### Boluspor
Im Sommer 2017 verließ Taşkıran Fenerbahçe endgültig und wechselte zum Zweitligisten Boluspor.

#### Konyaspor
Taşkıran verließ Boluspor nach einer Spielzeit wieder und wechselte zu Konyaspor.

### Nationalmannschaft
Zwischen den Jahren 2005 und 2006 bestritt Taşkıran sechs Spiele für die türkische U17-Nationalmannschaft und blieb bei weiteren fünf Spielen ohne Einsatz. 2006 absolvierte er drei Spiele für die U18-Nationalmannschaft.
Seit 2012 spielt er außerdem für die Reserve der A-Mannschaft, Türkei A2.

## Erfolge
Fenerbahçe Istanbul
- Türkischer Meister: 2011 (ohne Einsatz)

Türkische A2-Nationalmannschaft
- International Challenge Trophy: 2011–13